# 준조세
준조세란 조세 이외의 부담금, 사회보험료, 행정제재금, 수수료, 기부금 및 성금 등 모든 비자발적 부담을 통칭하는 개념으로 쓰이고 있다. 전국경제인연합회 등 기업 입장에서 작성된 개념으로 학문적으로 합의된 정의는 없다.

## 범위
준조세의 범위
| 협의 - 기부금, 성금 \| 최협의 - 특별부담금(부담금,부과금,예치금) - 분담금 - 출연금 \| |
| 최협의 - 특별부담금(부담금,부과금,예치금) - 분담금 - 출연금                           |

| 최협의 - 특별부담금(부담금,부과금,예치금) - 분담금 - 출연금 |

| 협의 - 기부금, 성금 \| 최협의 - 특별부담금(부담금,부과금,예치금) - 분담금 - 출연금 \| |
| 최협의 - 특별부담금(부담금,부과금,예치금) - 분담금 - 출연금                           |

| 최협의 - 특별부담금(부담금,부과금,예치금) - 분담금 - 출연금 |

## 유사개념
준조세와 유사개념 비교

### 부담금
부담금이란 행정주체가 특정의 공익사업과 관련이 있는 당사자에게, 그 사업에 필요한 경비의 전부 또는 일부를 부담하게 하는 공법상의 금전지급의무를 말한다.

##### 부담금관리기본법
중앙행정기관의 장, 지방자치단체의 장, 행정권한을 위탁받은 공공단체 또는 법인의 장 등 법률에 의하여 금전적 부담의 부과권한이 부여된 자가 분담금·부과금·예치금·기여금 그 밖의 명칭에 불구하고 재화 또는 용역의 제공과 관계없이 특정 공익사업과 관련하여 법률이 정하는 바에 따라 부과하는 조세 외의 금전지급의무

### 조세
- 국가 또는 지방자치단체가 그 경비에 충당하기 위하여 국민으로부터 - 담세능력을 기준으로 - 무상으로 강제적으로 징수하는 재화(財貨)

### 사회 보험료
- 피보험자의 질병•노령•실업•사망 등에 의한 소득상실에 대하여 소득을 보장하기 위하여 보험원리에 따라 피보험자 간 연대 배분 및 차등 조절

### 수수료
- 국가•지방자치단체가 제공하는 서비스에 대한 반대급부

### 사용료
- 공공시설 이용 또는 재산의 사용 대가

### 행정 제재금
- 행정상 의무이행 확보 또는 의무위반자에 대한 처벌 목적

## 같이 보기
- 세금